# فینال لیگ اروپا ۲۰۱۵
فینال لیگ اروپا ۲۰۱۵ فینال لیگ اروپا ۲۰۱۴-۱۵ است که مابین باشگاه فوتبال سویا و باشگاه فوتبال دنیپرو برگزار شده است.
این مسابقه که در ۲۷ مه ۲۰۱۵ در ورزشگاه ملی ورشو برگزار شده تیم سویا با نتیجه ۳ بر دو به قهرمانی دست یافته است.